# Lanius dorsalis
Lanius dorsalis là một loài chim trong họ Laniidae.